# Ebeleben
Ebeleben è una città della Turingia, in Germania. Appartiene al circondario del Kyffhäuser.
Ebeleben svolge il ruolo di "comune amministratore" (Erfüllende Gemeinde) nei confronti dei comuni di Abtsbessingen, Bellstedt, Freienbessingen, Holzsußra e Rockstedt.

## Storia
Il 31 dicembre 2019 venne aggregato alla città di Greußen il comune di Thüringenhausen.